# Adán Carreras
Adán Carreras (Sevilla, 1965) es un cantante, guitarrista, bajista y compositor de canciones de género popular. Es conocido por su participación en grupos de diversa índole entre los géneros del folk, el pop, la música popular brasileña y la canción de autor. Es de destacar sus actuaciones junto a Unidos de Zum Zuêh, La Cabra Mecánica, La Oveja Negra o Gris, el Coro Nur y Decarneyhueso, y como compositor por su participación en la XVII Semana de Autor organizada por la fundación SGAE. Su debut en la música fue en el CMU Isabel de España en el concierto-presentación de la banda "La Oveja Negra o Gris" en mayo de 1991.

## Biografía
Carreras nació el 9 de agosto de 1965 en la localidad de Sevilla. Con 15 años inició sus estudios musicales en el Real Conservatorio de Música de Madrid, que interrumpió y luego reanudó a los 18 años en el Conservatorio de Usera en el que estudio guitarra clásica. Un poco más adelante empezaría a escribir sus primeras canciones inspiradas en la Nueva Trova Cubana, la Nueva Canción Chilena  y la Música Popular Brasileña.

## Trayectoria
Tuvo su debut como músico profesional en 1991 con la formación madrileña La Oveja Negra o Gris con los que grabó tres discos donde desarrollo su faceta como bajista. A la par fundó La Oreja Universal donde defendió sus creaciones como guitarrista y cantante, con los que grabó también un disco autoproducido y otro para Fonomusic. También en este periodo escribió e interpretó su música como parte del grupo teatral de relatos musicados La Salamandra. 
En esta primera fase de su carrera participó de forma muy activa en el escena madrileña de la canción de autor, compartiendo experiencias con artistas como  Oscar Grossi, Theodora Carla, Nam San Fong Arce, Andrés Belmonte, Miguel Ángel García Alba, Luis Felipe Barrio, Matías Ávalos, Antonio de Pinto, José Vicente Barcia, Lidia Correa, Mauri Corretje, José Encinas, Ismael Serrano, Javier Álvarez, Gema y Pavel, Habana Abierta, Pedro Guerra... en las salas más relevantes del momento para las Músicas del Mundo y la Canción de Autor como fueron Suristán, Café de la Palma, Taberna Encantada, Sala Galileo-Galilei, Nuevos Juglares (La redacción), Café del Foro... 
En el 2000 comienza a tocar el bajo latino en La Orquesta Guayabera con Charli Prado como director y la guitarra brasileña en Unidos do Zum-zuêh y Txatunga Bembé con Fernando Marconi e Ino respectivamente como directores, participando hasta el 2001 en diversos conciertos y eventos europeos (Festival de cine de Venecia, Amsterdamm IV Samba-meeting). También colabora con los Dwoomo en la grabación de su trabajo "Bossa de Invierno" 
En 2001-2003 se incorpora como guitarra española a la banda de pop La Cabra Mecánica, para participar en la grabación del álbum en directo Vestidos de Domingo, y compartir escenario con María Jiménez en varias de sus performances. En este periodo realiza más de 180 galas por toda España junto a Miguel Hernando Lichis, con no pocas apariciones públicas en radio y televisión, (final Operación Triunfo 2002, Premios de la Música 2002), y con ellos recoge en la 6.ª edición de los Premios de la Música el premio a la mejor canción, el Galardón del Disco de Oro en Dro y el Premio “disco rojo” en 40 principales. Sus compañeros fueron: Carlos Hidalgo, Pedro Reguillo, Julián Kanevski y José Bruno.
A partir del 2003 inicia una fase de colaboraciones como compositor, guitarrista y bajista, con diferentes artistas en los ámbitos de la música popular brasileña, el pop y el rock como son:
•	Flavia N y Batata – Trio Toca de Tatoo.
•	Bubi Bouso y Mario Gómez – Sotileça.
•	Romina Balestrino – Nómades.
•	Javier Macipe, Javier Pellîn y Leonardo Batista – Ciudad Frontera.
•	Estrella Moyano y Antonio Flaco – Trío de Janeiro.
•	Mariana Briones y Bubi Bouso– Os Troncos do Brasil.
En enero del 2011 se incorpora como tenor al grupo coral NUR fundado para la difusión de la música coral de los siglos XX y XXI dirigido por José Manuel López Blanco, con los que actúa en varias ediciones de los siguientes festivales de música:
•	Festival internacional de música contemporánea COMA (2011, 2012, 2013).
•	Festival internacional de Arte Sacro de la Comunidad de Madrid (2012, 2014, 2016).
•	Clásicos de Verano de la Comunidad de Madrid (2013).
•	Crasmusicas (2012).
y con los que estrena numerosas obras de autores españoles de música contemporánea. Con ellos también participa en la grabación de su disco “Estrenos de la música coral contemporánea”. En octubre del 2015 con el coro NUR gana el Primer Premio del XI Certamen de Música Castellana celebrado en Fuensalida.
En abril de 2012 inicia el proyecto Decarneyhueso con el cantante y actor Jorge Usón, dúo de guitarra y voz basado en repertorio de canción latinoamericana, cantautores y canción italiana, con el que desarrolla en los años sucesivos hasta cinco programas diferentes en El Café del Cosaco de Madrid.
•	Yo voy andando y cantando que es mi modo de alumbrar (2012).
•	Canción Honda (2013).
•	Romances de camas anchas (2014).
•	Canciones para comer techo (2015).
•	Cantatas para paseos con chaqueta (2016).
Actualmente y a partir del 2016 este proyecto se ve ampliado y enriquecido con la participación del percusionista Nelson Dante y del guitarrista Jesús Garrido.
En julio de 2015 termina de grabar junto al productor musical Julio Aloso su primer EP que incluye cinco canciones de su total autoría bajo el título de ARBORICANTOR que se publica en febrero de 2016. Fue disco recomendado en el nº118 de la revista LH magazín.
En noviembre de 2015 viaja a Cuba por ser uno de los artistas seleccionados a participar en la Sexta Semana de Autor, una residencia artística y laboratorio de composición en la que se intercambiaron y crearon nuevos temas junto a otros autores cubanos y españoles como fueron Adrián Berazaín, Papa Hubertico, Alberto Alcalá, Yanaisa Prieto y Electric Nana, promovido por la Fundación SGAE y apadrinados por Luis Barberia (Habana Abierta) y Hernán López Nussa. Los temas creados en dicho laboratorio se presentaron el 7 de noviembre en el Teatro del Museo de las Artes de La Habana.

## Discografía

### En La Oveja Negra o Gris
- En la torre del Homenaje (1993)
- Soy (1995)
- Donde vive mi amor (1996)

### En La Oreja Universal
- Oda Cosmogónica (1994)
- Cantautores. La nueva generación (1997)

### EnLa Cabra Mecánica
- Vestidos de Domingo (2001)

### EnNUR
- Estrenos de Música Coral Contemporánea (2014)

### Como solista
- Arboricantor (2016)

### EnDecarneyhueso
- El Oficio del Mar (2021)[2]

### Colaboraciones
- Bossa de Invierno (con Dwommo, 2000)

## Premios y nominaciones
| Año  | Trabajo nominado    | Premio                                      | Categoría               | Resultado      |
| ---- | ------------------- | ------------------------------------------- | ----------------------- | -------------- |
| 2007 | Esperando y Nómades | Certamen jóvenes creadores                  | Música de Cantautor     | Segundo premio |
| 2015 | Coro Nur            | Certamen de Música Castellana de Fuensalida | Interpretación Coral    | Primer premio  |
| 2015 | Adán Carreras       | Semana de autor                             | Compositor de canciones | Seleccionado   |